# شارل کبیر
شارل کبیر (فرانسوی: Le Grand Charles‎) یک مینی‌سریال فرانسوی است که در سال ۲۰۰۶ منتشر شد. این مجموعه دربارهٔ زندگی شارل دو گل در فاصلهٔ سال‌های ۱۹۳۹ تا ۱۹۵۹ میلادی است.

## بازیگران
- برنارد فارسی در نقش شارل دو گل
- دنیل لبرون در نقش ایوون دو گل
- دیوید رایل در نقش وینستون چرچیل
- اوبر سن-ماکاری در نقش میشل دبره
- برنار آلن در نقش پل رامادیر
- پاتریک شنه در نقش آنری ژیرو
- ژولین بواسلیه در نقش ژاک شابان-دلما
- ژاکوس اسپیسر در نقش پیر پفلیملین
- رابرت هاردی در نقش فرانکلین دلانو روزولت
- سم اسپیگل در نقش گیلبرت رنو
- گرگوآر استرمن در نقش آندره مالرو
- ژرار لارتیگو در نقش پل رینو
- ژان میشل مول در نقش ونسان اوریول
- اولیویه گرانیه در نقش ژان مونه
- دونی بنولیل در نقش رنه پلون
- دنیس پودالیدس
- ژان دل
- گرگوری درونژه
- ژان-ایو برتلو
- جی بندیکت
- هیو فریزر